# Ambassade d'Italie en Russie
L'ambassade d'Italie en Russie est la représentation diplomatique de l'Italie auprès de la fédération de Russie. Elle est située au no 5 Denezhny Lane à Moscou, la capitale du pays, et son ambassadeur est, depuis 2013, Cesare Maria Ragaglini.

## L'ambassade
La première ambassade se situe jusqu'à la fin de l'année 1910 dans la capitale russe, Saint-Petersbourg. Elle se déplace ensuite à Moscou, dans la « Berg Villa », construite en 1897 par le marchand Sergei Berg. L'actuel bâtiment a été assigné au gouvernement italien en 1924.

## Histoire

### Liste des ambassadeurs d'Italie en Russie
Empire russe
- 25 septembre 1856 - 29 juillet 1862 : Francesco Maria Sauli
- 29 juillet 1862 - 12 février 1863 : Filippo Oldoini
- 12 février 1863 - 13 novembre 1864 : Gioacchino Pepoli
- 13 novembre 1864 - 6 juin 1867 : Edoardo de Launay  (it)
- 6 juin 1867 - 14 janvier 1870 : Camillo Caracciolo di Bella  (it)
- 14 janvier 1870 - 18 juin 1876 : Raffaele Ulisse Barbolani  (it)
- 18 juin 1876 - 6 décembre 1883 : Costantino Nigra
- 6 décembre 1883 - 18 décembre 1887 : Giuseppe Greppi  (it)
- 18 décembre 1887 - 10 février 1895 : Maurizio Marocchetti
- 10 février - 9 mai 1895 : Francesco Curtopassi
- 9 mai - 23 octobre 1895 : Giulio Silvestrelli
- 23 octobre 1895 - 21 novembre 1897 : Carlo Alberto Ferdinando Maffei di Boglio  (it)
- 21 novembre 1897 - 16 juillet 1904 : Roberto Morra di Lavriano e della Montà
- 16 juillet 1904 - 13 février 1913 : Giulio Melegari  (it)
- 13 février 1913 - 17 novembre 1917 : Andrea Carlotti di Riparbella

Union soviétique
- 17 novembre 1917 - 1918 : Pietro Tomasi della Torretta
- 12 janvier - 28 mai 1923 : Giovanni Amadori
- 28 mai - 13 octobre 1923 : Renato Piacentini
- 13 octobre 1923 - 2 février 1924 : Gaetano Paternò di Manchi di Bilici
- 2 février 1924 - 6 février 1927 : Gaetano Manzoni  (it)
- 6 février 1927 - 12 mai 1930 : Vittorio Cerruti  (it)
- 12 mai 1930 - 26 juillet 1935 : Bernardo Attolico  (it)
- 26 juillet 1935 - 18 juin 1936 : Pietro Aronè
- 18 juin 1936 - 22 juillet 1941 : Augusto Rosso  (it)
- 1941-1945 : rupture des relations diplomatiques
- 20 juillet 1945 - 11 décembre 1946 : Pietro Quaroni  (it)
- 11 décembre 1946 - 20 décembre 1951 : Manlio Brosio
- 20 décembre 1951 - 25 juillet 1958 : Mario di Stefano
- 25 juillet 1958 - 5 mai 1961 : Luca Pietromarchi  (it)
- 5 mai 1961 - 11 septembre 1963 : Carlo Alberto Straneo
- 3 décembre 1964 - 8 août 1968 : Federico Sensi
- 19 mars 1973 - 12 août 1975 : Piero Vinci  (it)
- 12 août 1975 - 28 avril 1977 : Enrico Aillaud  (it)
- 28 avril 1977 - 18 mai 1981 : Giuseppe Walter Maccotta
- 18 mai 1981 - 20 septembre 1985 : Giovanni Migliuolo  (it)
- 20 septembre 1985 - 15 mai 1989 : Sergio Romano
- 15 mai 1989 - 12 janvier 1992 : Ferdinando Salleo  (it)

Fédération de Russie
- 12 janvier 1992 - 12 mai 1993 : Ferdinando Salleo  (it)
- 12 mai 1993 - 1er février 1996 : Federico Di Roberto
- 1er février 1996 - 22 juin 1999 : Emanuele Scammacca del Murgo e dell'Agnone
- 22 juin 1999 - 5 novembre 2001 : Giancarlo Aragona
- 5 novembre 2001 - 22 avril 2006 : Gianfranco Facco Bonetti
- 22 avril 2006 - décembre 2010 : Vittorio Claudio Surdo  (it)
- décembre 2010 - septembre 2013 : Antonio Zanardi Landi  (it)
- Depuis septembre 2013 : Cesare Maria Ragaglini  (it)

## Sources
- (it) Cet article est partiellement ou en totalité issu de l’article de Wikipédia en italien intitulé « Ambasciata d'Italia a Mosca » (voir la liste des auteurs).